# Dmytro Jewstafijew
Dmytro Ołeksandrowycz Jewstafijew (ukr. Дмитро Олександрович Євстафієв; ur. 3 stycznia 1985 w Hajsynie, w obwodzie winnickim) – ukraiński piłkarz, grający na pozycji obrońcy, a wcześniej pomocnika.

## Kariera piłkarska

### Kariera klubowa
Wychowanek DJuSSz Łokomotyw Kotowsk, a potem Czornomorca Odessa, w drugiej drużynie którego rozpoczął karierę piłkarską. Latem 2004 został piłkarzem Podilla Chmielnicki. Na początku 2007 razem z trenerem Serhijem Kuczerenkiem przeniósł się do Spartaka Iwano-Frankowsk. Po tym jak latem Spartak został rozwiązany, znalazł się w MFK Mikołajów. Na początku 2008 Kuczerenko zaprosił go do Desny Czernihów. Podczas przerwy zimowej sezonu 2009/10 przeniósł się do Heliosa Charków.